# 160575 Manuelblasco
160575 Manuelblasco este o planetă minoră (asteroid), cu un diametru de 1,532 km, din centura de asteroizi. A fost descoperită pe 13 aprilie 1999 la Observatorul Astronomic din Mallorca⁠(d) de Observatorul Astronomic din Mallorca⁠(d). 
Obiectul prezintă o orbită caracterizată de o semiaxă mare de 2,3978373208628 UAi, o excentricitate de 0,17281977981877, o înclinație de 7,3594358412936 ° în raport cu ecliptica.